# عضلة نعلية
العَضلة النَّعليَّة (باللاتينية: Musculus soleus) هي عضلة كَبيرة وَقوية من عَضلات الطَرف السُفلي لِجسم الإنسان.

## المَنشأ
تَنشأ العَضلة النَّعليَّة مِن:
1. الثُلث العُلوي للسطح الخَلفي لِعظمة الشَظية.
2. القَوس الوَتري [3] بَين عَظمتي الشَظية وَالظُنبوب (قَصبة الساق).
3. الخَط النَّعلي الظُنبوبي.

## المَغرس
تَنتهي العَضلة بِوَتر قَوي، حَيث يَتحد الوَتر الخاص بهذهـ العَضلة مَع وتر عضلة الساق لتكوين الوَتر العقبي الذي يَنغرس في السَطح الخَلفي لِعظمة العَقِبي.

## العَصب
يَتصل بِها العَصَب الظُّنبوبِي الإنسي من السَطح الظاهِرية (Superficial)، كَما يَتصل بِها العَصب الظُنبوبي الخَلفي من السَطح العَميقة.

## الحَركة
تَقوم هذه العَضلة بِـ:
1. الثَني الأَخمصي (Planter Flexion) للقَدم.